# Manoir de Herclat
Le manoir de Herclat est une demeure, des XVIe – XVIIe siècles, qui se dresse sur le territoire de l'ancienne commune française de Néville-sur-Mer, dans le département de la Manche, en région Normandie.
Le manoir est partiellement inscrit aux monuments historiques.

## Localisation
Le manoir est situé au bout d'une impasse, à 1 kilomètre au sud du bourg de Néville-sur-Mer, commune intégrée à la commune nouvelle de Vicq-sur-Mer, et à 1,2 km à l'ouest du manoir de Gouberville, dans le département français de la Manche.

## Historique
Le manoir est vraisemblablement la possession de la famille Thomas, sieurs de Herclat, qui se serait installée à Néville vers 1550. Pour l'abbé Louis Drouet, le manoir était la possession de Christophe Thomas, capitaine sous Louis XIII de la côte du Val de Saire. Ce dernier épousa, le 13 avril 1643,  Marie Lecanu, fille du sieur du Bas-Marest, Louis Lecanu. Six jours avant d'expirer, Thomas, lèguera Herclat à Marie-Bonaventure Thomas, épouse de François de Beaudrap, bailli de Bricquebec.
Il a eu pendant deux siècles pour fermiers les Pontus, et c'est en ce lieu que naquit, le 19 juin 1763, le bienheureux Jean-Baptiste Michel Pontus (1763-1792), vicaire à Saint-Sulpice de Paris, qui sera massacré le 2 septembre 1792 à la prison des Carmes et béatifié le 17 octobre 1926.

## Description

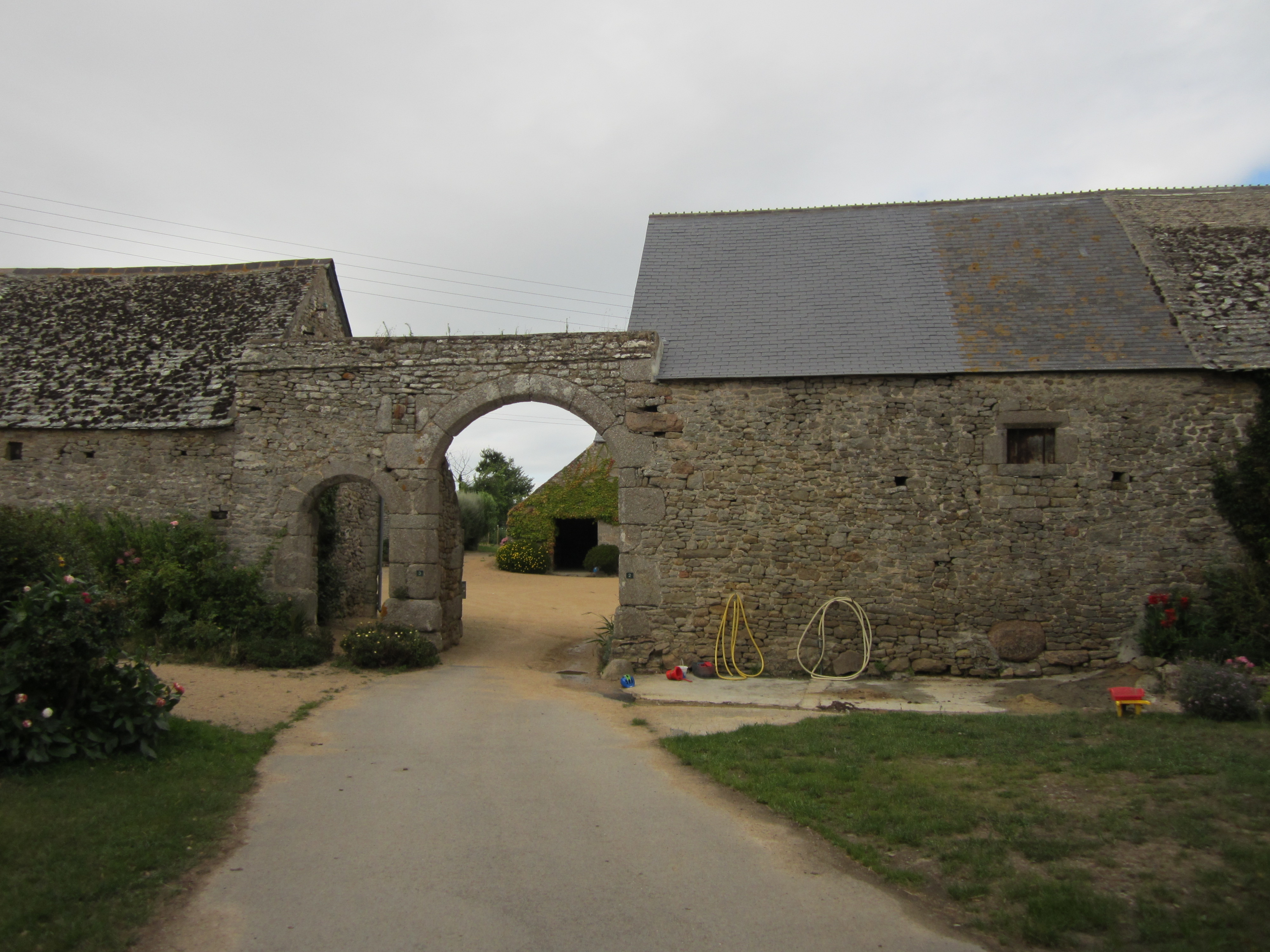
La double porte ; charretière et piétonne.

Les bâtiments, qui datent pour l'essentiel de la fin du XVIe et de la seconde moitié du XVIIe siècle, sont disposés autour d'une vaste cour rectangulaire dans laquelle on accède par une double porte, piétonne et charretière. Les communs étant aveugles sur l'extérieur. Deux bâtiments en équerre isolés constituent la maison manable.
Le premier logis, affecté au fermier et que prolongent des communs auxquels on accède par un escalier extérieur parallèle, a conservé ses éléments du XVIe siècle : une porte en arc surbaissé, et une petite fenêtre chanfreinée munie de barreaux. Il est desservi par un escalier logé dans un haut pavillon carré très débordant du XVIIe siècle. La façade du pavillon, dépourvu de porte, sous un gable triangulaire en partie haute, est percée à bonne hauteur par deux fenêtres superposées surmontées par une fenêtre plus petite. On accède au logis avec son rez-de-chaussée surélevé par deux portes. La première en plein cintre, est entourée à gauche d'une grande fenêtre et à droite d'une petite protégée par une grille ferrée. La seconde porte à arc surbaissé, plus à droite, voisine à l'extrême droite avec une fenêtre étroite. L'unique étage s'éclaire par trois petites fenêtres et une grande, située juste au-dessus de la porte en plein cintre. Tous les linteaux des fenêtres sont droits. À l'intérieur, on peut voir une belle cheminée avec, sur son manteau et ses corbeaux, un décor polychromé, en partie conservé, de palmes ou de coquilles, et en léger relief deux blasons illisibles, soit restés frustres ou bûchés à la Révolution.
La seconde maison manable, à droite, datée du XVIe siècle, comprend un rez-de-chaussée surélevé avec une grande salle qui s'éclaire par une fenêtre à meneaux chanfreinés, qui a conservé en partie haute ses grilles, surmontée d'une petite fenêtre chanfreinée. Dotée d'un escalier extérieur en pierre, elle servait de résidence au maître des lieux quand il séjournait au manoir.
Les communs, qui ferment la cour, se distinguent surtout par des linteaux de porte surbaissés d'une seule pierre et par une porte de cellier qu'élargissent deux corbeaux à double ressaut pour permettre le passage de tonneaux de grande taille.
Sur la place précédant le manoir se dresse un chêne remarquable, ainsi que, sur la gauche, une maison avec des éléments du XVIe siècle.

## Protection aux monuments historiques
Les façades et les toitures du manoir et de l'ensemble des communs ainsi que les deux portes charretières sont inscrites au titre des monuments historiques par arrêté du 7 mars 1975.